# Hugo von Rothkirch-Panthen
Hugo Bernhard Sigismund Freiherr von Rothkirch-Panthen (* 22. April 1812 in Breslau, Provinz Schlesien; † 16. März 1868 ebenda) war ein deutscher Astronom.

## Herkunft
Hugo von Rothkirch-Panthen entstammte dem schlesischen Adelsgeschlecht Rothkirch und war Besitzer des südwestlich von Breslau gelegenen Majorats Schottgau. Seine Eltern waren der preußische Leutnant Karl Heinrich Siegesmund von Rothkirch-Panthen (* 24. Oktober 1785; † 14. Juli 1830) und dessen Ehefrau Charlotte Ernestine Frederike von Köckritz (* 19. Oktober 1793; † 1. Dezember 1852).

## Leben
Er besuchte die Ritterakademie Liegnitz und das Elisabet-Gymnasium in Breslau und studierte anschließend an der Universität Breslau. Obwohl er sich für Rechtswissenschaften immatrikuliert hatte, beschäftigte er sich überwiegend mit den Studia humaniora sowie mit Mathematik. Neben seiner mathematischen hatte er eine besondere Befähigung für Sprachen und lernte Englisch, Französisch, Italienisch, Spanisch und Polnisch sowie Latein, Griechisch und Hebräisch. Zudem interessierte er sich für Astronomie, erarbeitete als Privatgelehrter für die Sternwarte Breslau astronomische Berechnungen und unterstützte Palm Heinrich Ludwig von Boguslawski bei der Herausgabe des Uranus. Nach dessen Tod 1851 arbeitete er weiter als Rechner für die jetzt unter der Führung von Johann Gottfried Galle stehende Sternwarte Breslau.
1852 beteiligte er sich mit Berechnungen am Berliner Astronomischen Jahrbuch.
1842 wurde er Mitglied der Schlesischen Gesellschaft für vaterländische Kultur.
Am 1. November 1854 wurde Hugo von Rothkirch unter der Matrikel-Nr. 1751 mit dem akademischen Beinamen Boguslawsky als Mitglied in die Deutsche Akademie der Naturforscher Leopoldina aufgenommen.
Er starb 1868 unverheiratet.